# Ловћенска вила
Ловћенска вила је споменик Риста Стијовића подигнут 1939. године на Цетињу, у знак сећања на Црногорце који су 6. јануара 1916. године, као добровољци из Сједињених Америчких Држава, притекли у помоћ својој домовини у Првом светском рату. Њихов је брод торпедован и потопљен надомак албанске луке Сан Ђовани ди Медова, у Медовском заливу.
Споменик, подигнут захваљујући добровољним прилозима, чини фигура девојке на високом постаменту – симболично окренуте ка Ловћену, у чијој је левој руци ловоров венац, а у десној мач. Окренута је у правцу Ловћена, односно мора, одакле потиче и њен назив. Са страна су постављени барељефи са сценама путовања, бродолома и спашавања преживелих.
Споменик се налази на платоу испред Влашке цркве, у непосредној близини зграде бившег француског посланства.